# Friedrich Josten
Friedrich-Wilhelm Josten (* 14. April 1945 in Duisburg; † 21. Juli 1983 in Mülheim an der Ruhr) war ein deutscher Hockeyspieler, der 1970 Europameister wurde.
Der Verteidiger Friedrich Josten war 1964 deutscher Meister mit Uhlenhorst Mülheim. 
Bei den Olympischen Spielen 1968 in Mexiko-Stadt unterlag die deutsche Nationalmannschaft im Halbfinale der Mannschaft Pakistans mit 0:1 nach Verlängerung. Nach der 1:2-Niederlage im Spiel um Bronze gegen die indische Mannschaft belegten die Deutschen den vierten Platz. Josten wurde lediglich im Vorrundenspiel gegen Mexiko eingesetzt.
Zwei Jahre später fand in Brüssel die erste Europameisterschaft statt. Die deutsche Mannschaft bezwang im Halbfinale die französische Mannschaft mit 2:1 und im Finale die Niederländer mit 3:1.
Friedrich Josten wirkte von 1968 bis 1971 in 36 Länderspielen mit.